# Citrullinémie

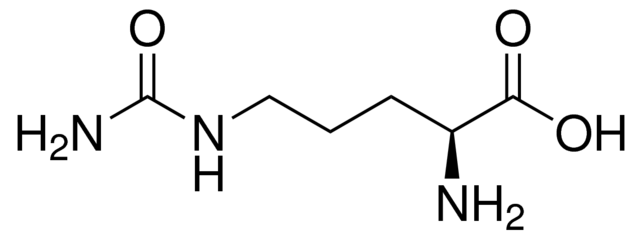
Chemical structure of citrulline

La citrullinémie est une maladie métabolique congénitale en rapport avec une anomalie du cycle de l'urée

Les manifestations cliniques de cette maladie sont très diverses allant d'un coma hyperammoniémique dès les premiers jours de vie à des formes sans manifestations ou des manifestations hyperammoniémiques lors de grossesse.

## Autres noms
- Déficit en argininosuccinate synthétase

## Étiologie
- Mutation du gène ASS (en) 603470 localisé sur le locus q34 du chromosome 9

## Incidence
L'argininosuccinate synthétase, enzyme contrôlant la formation d'argininosuccinate à partir de la citrulline, étant inactive, ce dernier acide aminé se trouve en concentration anormalement élevée dans le plasma sanguin et le liquide céphalo-rachidien, ainsi que dans l'urine.

## Description
Les formes néonatales se présentent sous la forme d'un coma hyperammoniémique s'accompagnant de signe d'œdème cérébral.

## Diagnostic
Une excrétion urinaire quotidienne de 1 à 2 g de citrulline. Des taux sanguin et céphalo-rachidien de citrulline élevés.

## Mode de transmission
- Transmission autosomique récessive

## Sources
- (fr) Site en français de renseignement sur les maladies rares et les médicaments orphelins
- (en) Online Mendelian Inheritance in Man, OMIM (TM). Johns Hopkins University, Baltimore, MD. MIM Number:215700
- (en) GeneTests: Medical Genetics Information Resource (database online). Copyright, University of Washington, Seattle. 1993-2005